# Марко Млинарић
Марко Млинарић (Загреб, 1. септембар 1960) бивши је југословенски и хрватски фудбалер. 

## Спортска каријера
Наступао је за Динамо од 1978. до 1987. године, као и у сезони 1995/96. С Динамом је освојио југословенско првенство 1982. године након 24 године и Куп маршала Тита 1983. године.
Након одласка из Динама играо је за француски Оксер од 1987. до 1989. и за Кан 1990/91. Након тога се вратио у Хрватску и где је играо за Сегесту из Сиска од 1991. до 1995. Други пут се вратио у Динамо у сезони 1995/96 и освојио првенство и куп.
Иако је играо на позицији нападача, био је успешан и као градитељ игре, добар техничар и дриблер.
За репрезентацију Југославије одиграо је 17 утакмица и постигао један погодак. Први пут је  наступио у Паризу 1983. против Француске, последњу утакмицу одиграо је 1988. против Шпаније у Овиједу.
За репрезентацију Хрватске одиграо је 1990. утакмицу против САД у Загребу. Од 1997. године радио као тренер у омладинској школи загребачког Динама.

## Успеси
Динамо Загреб
- Првенство Југославије: 1982.
- Куп Југославије: 1980, 1983.